# Río Cancosa

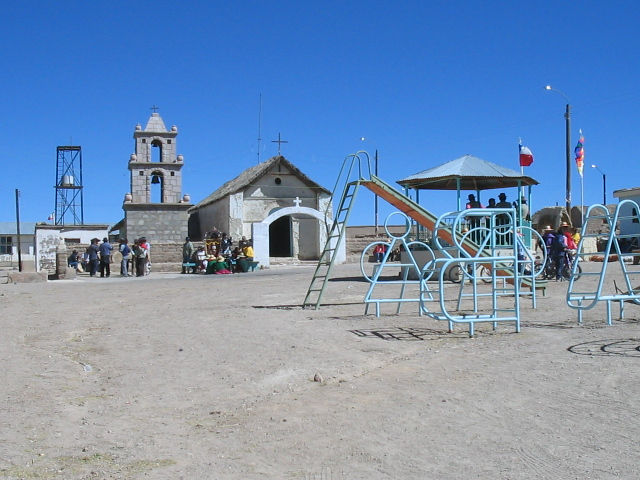
Poblado de Cancosa en Chile.

El río Cancosa es un curso natural de agua que nace en la Región de Tarapacá de la confluencia del río Ocacucho, también nacido en Chile, y el río Sacaya, proveniente de Bolivia. El río Cancosa fluye con dirección general este, cruza la frontera internacional y se sume a poco andar en el salar de Coipasa.

## Trayecto
De la conjunción de los ríos Ocacucho y Sacaya se forma el río Cancosa (con aguas ya deterioradas por el aporte del Sacaya), en unión que se encuentra próxima al pequeño poblado de Cancosa. Este río cruza luego nuevamente hacia Bolivia, pasando el límite entre los cerros Patalani y Chiarcollo. De allí sigue hacia el nordeste, a través de arenales que, por infiltración, disminuyen su caudal, desembocando finalmente en el salar de Coipasa, a una altitud de 3670 m, entre los cerros Hizo (4090 m) y Caminos (4760 m), luego de recorrer, con el nombre de Cancosa, 44 km.: 114 

## Caudal y régimen
El curso de agua tiene una estación fluviométrica en El Tambo de la cual se conocen la representación gráfica de los caudales medidos entre los años 1993 y 2006. Estos muestran un caudal anual promedio de cerca de 0.25 m³/s.

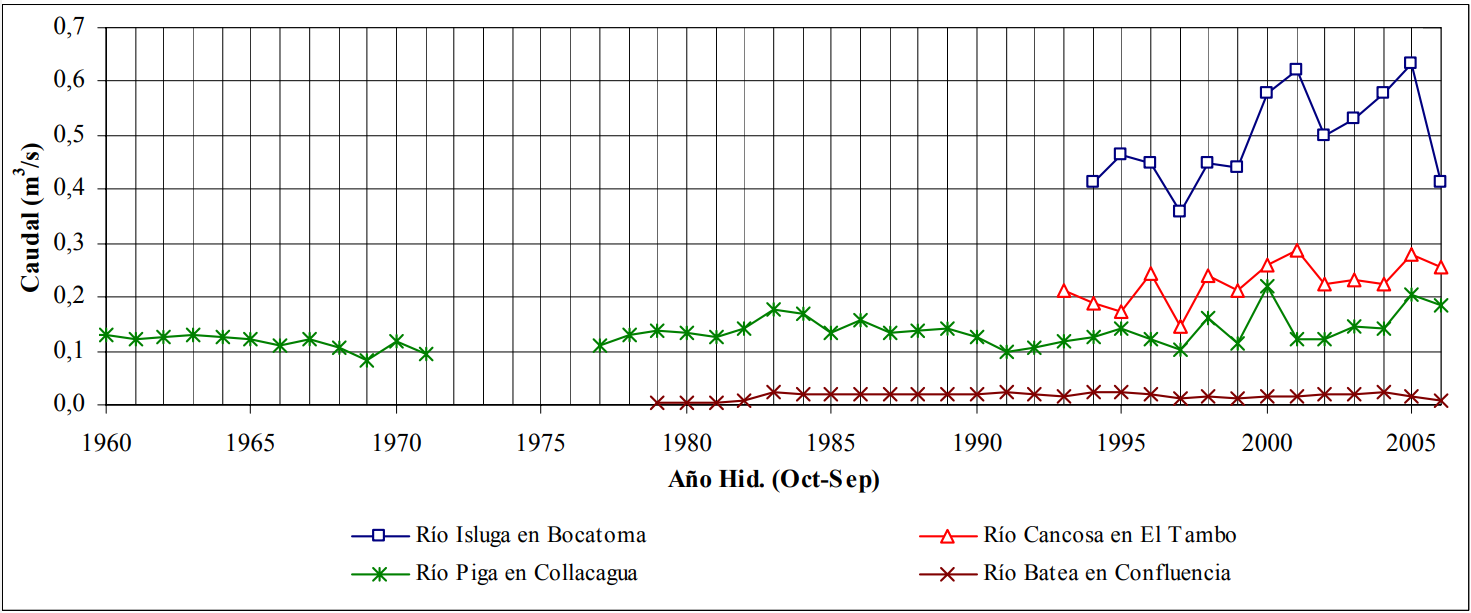
Caudales medios anuales del río Cancosa y otros.